# Secretaria da Cultura do Estado do Rio Grande do Sul
A Secretaria de Estado da Cultura do Rio Grande do Sul é um órgão do Governo estadual do Rio Grande do Sul, voltado para os assuntos culturais do estado. Está sediada no Centro Administrativo Fernando Ferrari, em Porto Alegre.
Tem a seguinte estrutura:
- Secretário de Estado da Cultura
- Diretoria Geral e Secretaria Adjunta
- Chefe de Gabinete
- Assessoria de Comunicação
- Assessoria Jurídica
- Assessoria do Sistema Lei de Incentivo à Cultura
- Assessoria Técnica
- Departamento Artístico Cultural
- Departamento de Coleção e Acervo Cultural
- Departamento de Preservação e Memória Cultural
- Departamento Administrativo

Também administra o Conselho Estadual da Cultura, um órgão colegiado com atribuições normativas, consultivas e fiscalizadoras, tendo como principal finalidade promover a gestão democrática da política cultural do Estado.